# Ponzijeva shema
Ponzijeva shema (tudi Ponzijeva piramida) je vrsta poslovne goljufije, ki privablja investitorje z neuresničljivimi obljubami o zaslužku in do propada vzdržuje zunanjo podobo tako, da izplačuje obljubljen zaslužek začetnim investitorjem iz vplačil novih investitorjev.
Imenuje se po italijanskem priseljencu Charlesu Ponziju (1882–1949) v ZDA. Na začetku dvajsetih let 20. stoletja je vlagateljem obljubljal 50-odstotni dobiček v 45 dneh ali 100-odstotni v 90 dneh, češ da pri tem izkorišča razliko med cenami ameriških in italijanskih poštnih kuponov. Ponzi sicer ni izumil sheme, saj so jo že pred njegovim rojstvom opisovali v različnih knjigah.
Ključ za delovanje ponzi sheme in uspešnost je vezava glavnice oziroma vloženih sredstev za določen čas. Tako v začetnih fazah vlagatelji prejemajo visoke dobičke in o teh izjemnih rezultatih obveščajo druge morebitne investitorje, ki se na podlagi zaslužkov tudi sami odločijo za vstop, tako shema dobiva nove in nove člane, katerih vložena in vezana glavnica služi za izplačilo obresti in morebitnih zahtev za poplačilo glavnice starih članov.
V tem času se najpogosteje prek mrežnega marketinga pridobiva nove člane. Ko pa dokončno zmanjka potencialnih investitorjev, ponzi shema podobno kot piramidna shema propade. Tipične žrtve ponzijeve sheme so sorazmerno premožni ljudje, ki dalj časa ne potrebujejo vloženega denarja.
Ponzi je na ta način v pol leta zbral 30.000 vlagateljev in 15 milijonov dolarjev. Ljudje so pri njem vlagali vse svoje prihranke, mnogi so najemali celo  hipotekarna posojila, da so lahko vlagali v shemo. Dokler je v shemo redno dobival denar, je Ponzi redno izplačeval dobičke. Ponzija je  24. julija 1920 razkrinkal  časopis Boston Post in za prevaro je bil obsojen na pet let zapora. Charles Ponzi je umrl v revščini in brez denarja.
Največjo prevaro na utemeljeno na delovanju ponzijeve sheme je izvedel Bernard Madoff, ki je od 1991 pa do 11. decembra 2008 svoje vlagatelje ogoljufal za kar 64,9 milijard ameriških dolarjev. Madoffa so razkrili, ko zaradi finančne krize ni mogel izplačati nekaterih vlagateljev, ki so zahtevali umik svojega denarja. Za prevaro je bil obsojen na 150 let zapora, vse njegovo premoženje pa so zaplenili in prodali na dražbi, za poplačilo prevaranih vlagateljev.